# Жоашен дю Белле
Жоаше́н дю Белле́ (фр. Joachim Du Bellay ? 1522, замок Тюрмельєр поблизу Ліре, Анжу, Франція — 1 січня 1560, Париж) — один з поетів Франції 16 століття, що входив до поетичного гуртка «Плеяда», очоленого П'єром де Ронсаром.

## Біографія
Народився в родині аристократів. Батьки рано померли і хлопцем опікувався старший брат. Отримав початкову освіту і багато займався самоосвітою. У 1547-1549 роках навчався разом із Ронсаром та Байфом в колежі Кокре. Сам планував стати священиком. Зустріч із Ронсаром дала інший напрямок кар'єрі дю Белле і той обрав цивільний, нецерковний фах.
Двоюрідний брат Жоашена, Жан дю Белле, займав високі посади в католицькій ієрархії Франції. Згодом став кардиналом, серед наближених осіб якого був і відомий архітектор Філібер Делорм. У квітні 1553 року Жоашен отримав посаду секретаря кардинала. Того призначили послом в Рим і Жоашен вирушив до Італії. Чотири роки в Італії справили потужне враження на Жоашена як на особу, так і на поета.
Помер у віці близько 40 років. Його поховали в каплиці собору Паризької богоматері.

## Творчість
Незважаючи на короткий життєвий термін, Жоашен багато зробив для французької мови й поезії. Дю Белле був послідовником Петрарки. Загалом у його творчості добре помітний вплив італійської літератури. У італійців дю Белле запозичав і теми для своїх поезій. Цілком розділяючи забобони епохи і залученість до латини, як мови освічених людей 16 століття, дю Белле все-таки засуджував обов'язкове використання латини і наслідування тільки римських поетів.
Передчасна смерть обірвала творчий розвиток поета, який поступово відійшов від петраркізму і збагатив поезію Франції новими поетичними жанрами (елегія, епопея, ода).

## Надруковані твори
- «Олива» (L'Olive, Recueil de poesies, 1549), збірка віршів — декілька од і 50 сонетів
- «Захист і уславлення французької мови» (La défense et l'illustration de la langue françoise), трактат
- «Ліричні вірші» (Vers lyriques), збірка од.
- «Промови» (Discours), 1556-59
- «Різні поеми. Кохання» Divers poèmes; Les amours.
- «Жалі» (Regrets), збірка віршів
- «Старожитності» (Antiquités), збірка віршів
- «Сільські ігри» (Divers jeux rustiques), збірка віршів
- «Поемата» (Poemata) збірка віршів латиною
- «Придворний поет» (Pote courtisan), 1559, сатира

## Українські переклади
Українською Жоашена дю Белле перекладали Микола Зеров, Василь Мисик, Ігор Качуровський, Євгенія Кононенко, Микола Терещенко, Дмитро Павличко, Всеволод Ткаченко.